# Белобрюхий ящер
Белобрюхий ящер, или белобрюхий панголин (лат. Manis tricuspis или Phataginus tricuspis) — млекопитающее из отряда панголинов, распространённое в Центральной и Западной Африке.
Ещё в 1998 популяция оценивалась как «обычная» для своего ареала, однако все последующие годы наблюдалось значительное сокращение: в 2008 вид был объявлен «близким к угрожаемым», а в 2014 уже как «уязвимый», — то есть, без специальных мер в обозримый период (±10 лет) сокращение популяции оценивается от 30 % до 50 %.

## Описание
Белобрюхий ящер является самым маленьким видом панголинов. Длина тела составляет от 37 до 44 см, хвост длиной примерно от 40 до 50 см. Масса составляет от 1,8 до 2,4 кг. Верхняя сторона головы, спины, боковые стороны, внешняя поверхность конечностей, а также хвост покрыты чешуёй. Чешуя от бурого до тёмно-коричневого цвета с тремя вершинами, отсюда происхождение видового эпитета tricuspis. Кожа, которая заметна, к примеру, на незащищённом брюхе, окрашена в белый цвет. Передние и задние конечности имеют большие когти. Зубов нет, язык длинный.
Белобрюхие панголины являются лидерами по количеству хромосом среди лавразиатериев: у самок в клетках находится 114 хромосом, а у самцов 113.

## Распространение
Ареал вида охватывает территорию от Сенегала до западной Кении и на юг до Замбии. Белобрюхий ящер обитает в низменных влажных тропических лесах (первичных и вторичных), саваннах, а также на культивируемых землях.

## Образ жизни
Ведёт преимущественно ночной образ жизни на деревьях. По земле перемещается на задних лапах, прижимая передние к груди, и балансируя хвостом. С помощью твёрдых и длинных когтей раскапывает жилища муравьёв, термитов и прочих беспозвоночных. Питается, собирая добычу длинным, очень гибким и клейким, языком, проникая им в ходы разрушенных жилищ. Так как зубов у животного нет, добыча заглатывается целиком и измельчается желудком.

## Размножение
Период беременности длится около 150 дней, после чего самки рождают одного детёныша, которого носят на себе.